# Klášter Arakeloz
Klášter Arakeloz (arménsky Առաքելոց վանք Arakeloz wank; „Klášter svatých apoštolů“) je bývalý klášter Arménské apoštolské církve v arménské provincii Tavuš.

## Poloha
Klášter se nachází na levém břehu řeky Kunen asi dva kilometry od obce Acharkut. Okolo kláštera jsou na obou stranách řeky stopy historické vesnice Arakeloz, včetně pozůstatků mostu, karavanseráje, několika lázní, četných kostelů a dalších památek.

## Popis stavby

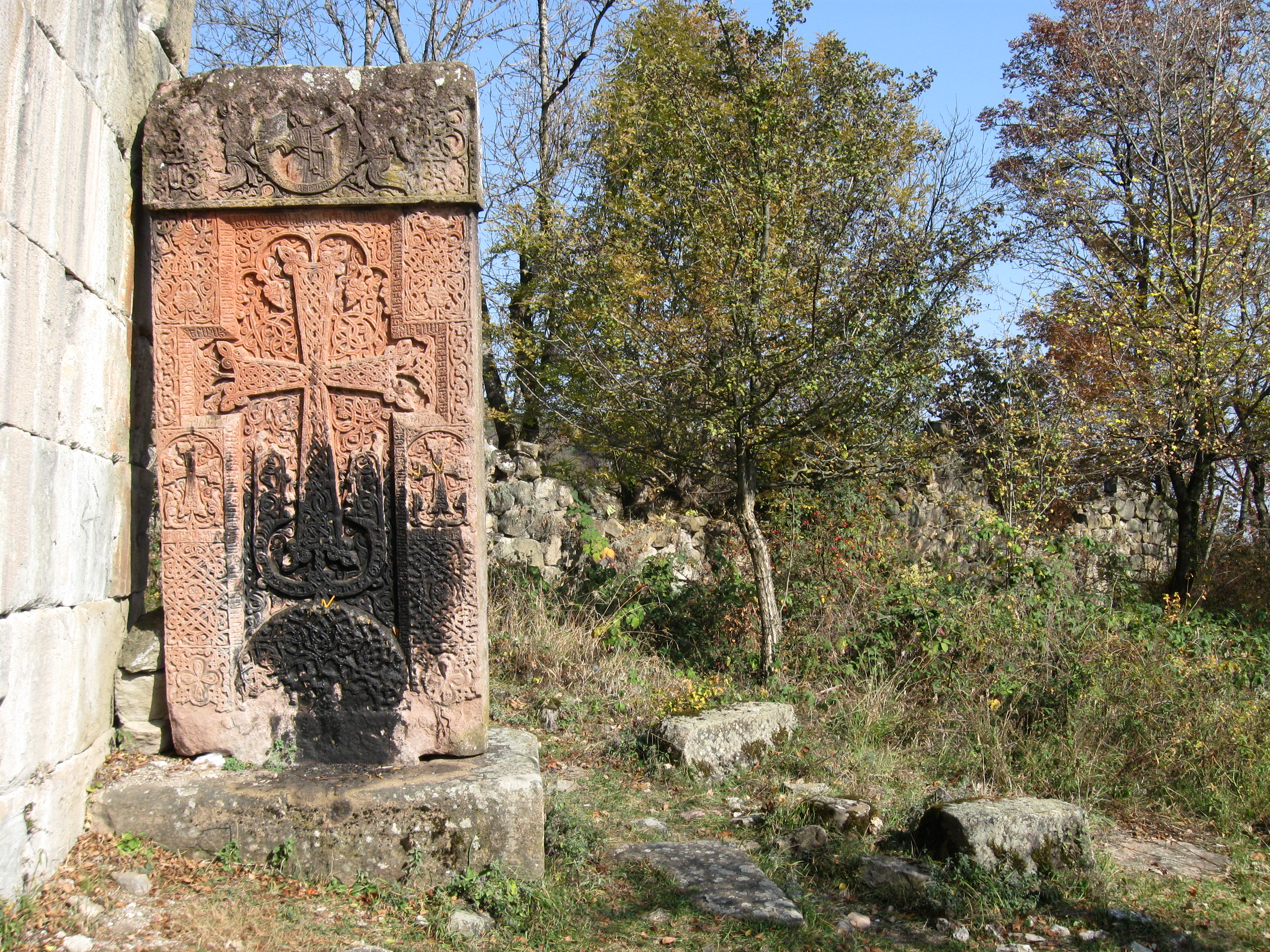
Chačkar pro svatého Jana Křtitele

Klášterní komplex je obklopen obrannými zdmi s kulatými věžemi. Samotné obranné zdi se skládají z velkých kamenů spojených vápennou maltou. 
Uprostřed klášterního komplexu jsou dva kostely, gavit, obytné a hospodářské prostory a přístavby, které jsou dnes z velké části ruinami. Obytné pokoje mnichů jsou postaveny přímo na vnějších stěnách kláštera. Některé sloužily též jako vězeňské cely.
Hlavní kostel je datován do 13. století. Je křížovým klenutým kostelem postaveným z nazelenalých kamenů. Z vnější strany mají obdélníkový půdorys. Vnitřek kostela má tvar kříže. Severní zeď kostela je součástí vnějších zdí kláštera. Jejich sloupy jsou spojeny čtyřmi oblouky, které nesou kupoli. Typickým příkladem arménské církevní architektury je malý středový prostor korunovaný kupolí s válcovým tamburem. Ve středověku byly vnitřní stěny kláštera omítnuty vápnem a vyzdobeny freskami, ze kterých se do dnešní doby (2019) zachovaly pouze zbytky.
Gavit je postaven před kostelem na západě. Nad jižním vchodem je nápis, ve kterém je jmenován Khutlu Bugha Artsruni, syn Atabeka Saduna, pána z Mahkanaberdu. Nápis je datován k roku 1245 a pravděpodobně se vztahuje k postavení gavitu. Obranné zdi kláštera tvoří severní a východní zeď předsíně. Gavit kláštera je obdélníkový. Uprostřed předsíně tvoří dva zkřížené oblouky čtverec, nad kterým je yerdik (kupole se středovým otvorem). Yerdik svou konstrukcí připomíná tradiční arménské obydlí s tím rozdílem, že místo dřevěných trámů byly použity kamenné desky.
Zvonice byla postavena na jihozápadě před předsíní, v současnosti je téměř zničená.
U jižního hlavního vchodu do klášterního komplexu je malý kostel ze 14. století, přímo na západních vnějších stěnách kláštera. Jednolodní bazilika má čtvercový půdorys a stanovou střechu.
Mezi dochovanými chačkary je nejvýznamnější pamětní kámen svatého Jana Křtitele na podstavci vedle jižní zdi kostela. Byl vyroben z načervenalého tufu a je vyzdoben reliéfy na přední straně. Ve středu kamene je kříž ohraničený nápisem.